# Эдесская митрополия
Эдесская, Пе́лльская и Алмопи́йская митрополия (греч. Μητρόπολη Εδέσσης, Πέλλης και Αλμωπίας) — епархия «Новых Земель» Элладской православной церкви. Как и прочие епархии «Новых Земель» имеет также формальное подчинение Константинопольскому патриархату. Центром епархии является город Эдеса в Центральной Македонии в Греции.

## История
Самое раннее упоминание Эдесской кафедры относится к VII веку, когда епископ Эдесский Исидор участвовал в 692 году в заседаниях Трулльского собора.
После 1913 года, по завершении Балканских войн, территория Эдесской митрополии стала частью территории Греции.

## Епископы
- Исидор (680)
- Герман (1752—1782)
- Мелетий (1782—1790)
- Тимофей (август 1790—1821)
- Кирилл (1821 — ноябрь 1827)
- Мелетий (ноябрь 1827—1832)
- Иоаким (1832 — январь 1840)
- Мелетий (январь 1840 — март 1848)
- Анфим (март 1848 — 1 февраля 1859)
- Никодим (Константинидис) (6 февраля 1859 — 2 апреля 1870)
- Агафангел (Папагригориадис) (2 апреля 1870 — 18 декабря 1875)
- Иерофей (Триандафилидис) (18 декабря 1875 — 6 апреля 1896)
- Николай (Саккопулос) (16 апреля 1896 — 1 мая 1899)
- Никодим (Андреу) (1 май 1899 — 29 января 1904)
- Стефан (Даниилидис) (29 января 1904 — 13 мая 1910)
- Тимофей (Ламнис) (18 мая 1910 — 21 июня 1912)
- Константий (Русис) (26 июня 1912 — 13 октября 1922)
- Агафангел (Папанастасиадис) (20 октября 1922 — 5 февраля 1924)
- Константий (Русис) (5 февраля 1924 — 5 июня 1941)
- Пантелеимон (Папагеоргиу) (24 октября 1941 — 27 марта 1951)
- Дионисий (Папаниколопулос) (25 сентября 1951 — 24 января 1967)
- Каллиник (Пулос) (25 июня 1967 — 7 августа 1984)
- Хризостом (Какулидис) (7 октября 1984 — 20 июля 2002)[1]
- Иоиль (Франгакос) (с 15 октября 2002)

## Викарии
- Стефан (Деврелис), епископ Алмопский (с 15 октября 2024)